# مستر مستر (ألبوم)
مستر مستر (بالإنجليزية: Mr.Mr.)‏ هو رابع أسطوانة مطولة (ألبوم مصغر) للفرقة الكورية الجنوبية غيرلز جينيريشن، أصدر الألبوم رقمياً في 24 فبراير 2014 من قبل إس إم إنترتينمنت وأصدرت نسخة السي دي في 27 فبراير 2014، وتم إصدار الفيديو الموسيقي للأغنية الرئيسية مستر مستر في 28 فبراير 2014. الألبوم متكون من ستة أغاني تعتمد على نوع البوب والآر أند بي، وقامت الفرقة بالترويج للألبوم في البرامج الموسيقية مثل ميوزيك بانك، إنكيغايو، إم كاونت داون وشوو! أوماك جونشيم، وهذا الألبوم هو آخر ألبوم مصغر للفرقة مع العضوة السابقة جيسيكا جونغ.
تصدر هذا الألبوم في المركز الأول في مخطط غاون للموسيقى والمركز الحادي عشر في مخطط أوريكون الياباني وتصدر كذلك في المركز 110 لمخطط بيلبورد 200.

## أغاني الألبوم
| #  | عنوان           | المدة |
| -- | --------------- | ----- |
| 1. | "Mr.Mr."        | 03:55 |
| 2. | "Goodbye"       | 03:14 |
| 3. | "Europa"        | 03:22 |
| 4. | "Wait A Minute" | 03:25 |
| 5. | "Back Hug"      | 04:09 |
| 6. | "Soul"          | 03:47 |

## المخططات

### المخططات الأسبوعية
| مخططات (2014)                    | المركز بالمخططات |
| -------------------------------- | ---------------- |
| مخطط غاون للموسيقى               | 1                |
| US توب هيتسيكيرز ألبوم (بيلبورد) | 1                |

### مخططات نهاية العام
| مخططات (2014)      | المركز |
| ------------------ | ------ |
| مخطط غاون للموسيقى | 5      |

## تاريخ الإصدار
| الدولة         | التاريخ         | الصيغة     | الشركة                       |
| -------------- | --------------- | ---------- | ---------------------------- |
| حول العالم     | 24 فبراير، 2014 | تحميل رقمي | إس إم إنترتينمنت كي تي ميوزك |
| هونغ كونغ      | 24 فبراير، 2014 | سي دي      | مجموعة يونيفرسال الموسيقية   |
| كوريا الجنوبية | 27 فبراير، 2014 | سي دي      | إس إم إنترتينمنت كي تي ميوزك |

## روابط خارجية
- مستر مستر على موقع أول موفي (الإنجليزية)